# إوز إمبراطور
إوز إمبراطور (الاسم العلمي: Chen canagica)، هو نوع من الطيور يتبع جنس الإوز الأبيض ضمن فصيلة البطية من رتبة الإوزيات.

## الموئل والانتشار
تعيش إوزة الإمبراطور في المناطق المجاورة للبحر، وفي أقصى شرق التشوكوتكا الروسية في أحواض الأنهار الجبلية. وهي تقضي شتاءها عند الشواطئ الصخرية لألاسكا وجزر ألوتيان، كما أن عدداً قليلاً من الطيور يمضي شتاءه عند جزر الكوماندور. منطقة تعشيش هذه الإوزة صغيرة جداً، فهي تعيش فقط عند الشواطئ الغربية والشرقية لبحر بيرينغ وفي أقصى شمال آسيا.

## الوصف
هي إوزة ذات حجم متوسط وعنق قصير غليظ. يبلغ وزن كل من الذكور والإناث 2,5 و2,25 كغ على التوالي.
لون الريش من الأعلى رمادي مزرق مع بعض الخطوط العرضية السوداء. الرأس والجزء الخلفي من العنق ذو لون أبيض. الحنجرة والجزء الأمامي من العنق ذو لون أسمر مسود. الحوصلة والصدر والجوانب كلها ذات لون رمادي باهت مع وجود بعض الخطوط العرضية، أما البطن فرمادي عاتم. منطقة فوق المنقار وردية اللون والقدمان صفراوان ، ولا يختلف لون الذكر عن لون الأنثى أبداً.

## الغذاء
يأكل إوز الإمبراطور الأعشاب الشاطئية والنباتات الساحلية الأخرى.